# Єжи Чешейко‑Сохацький

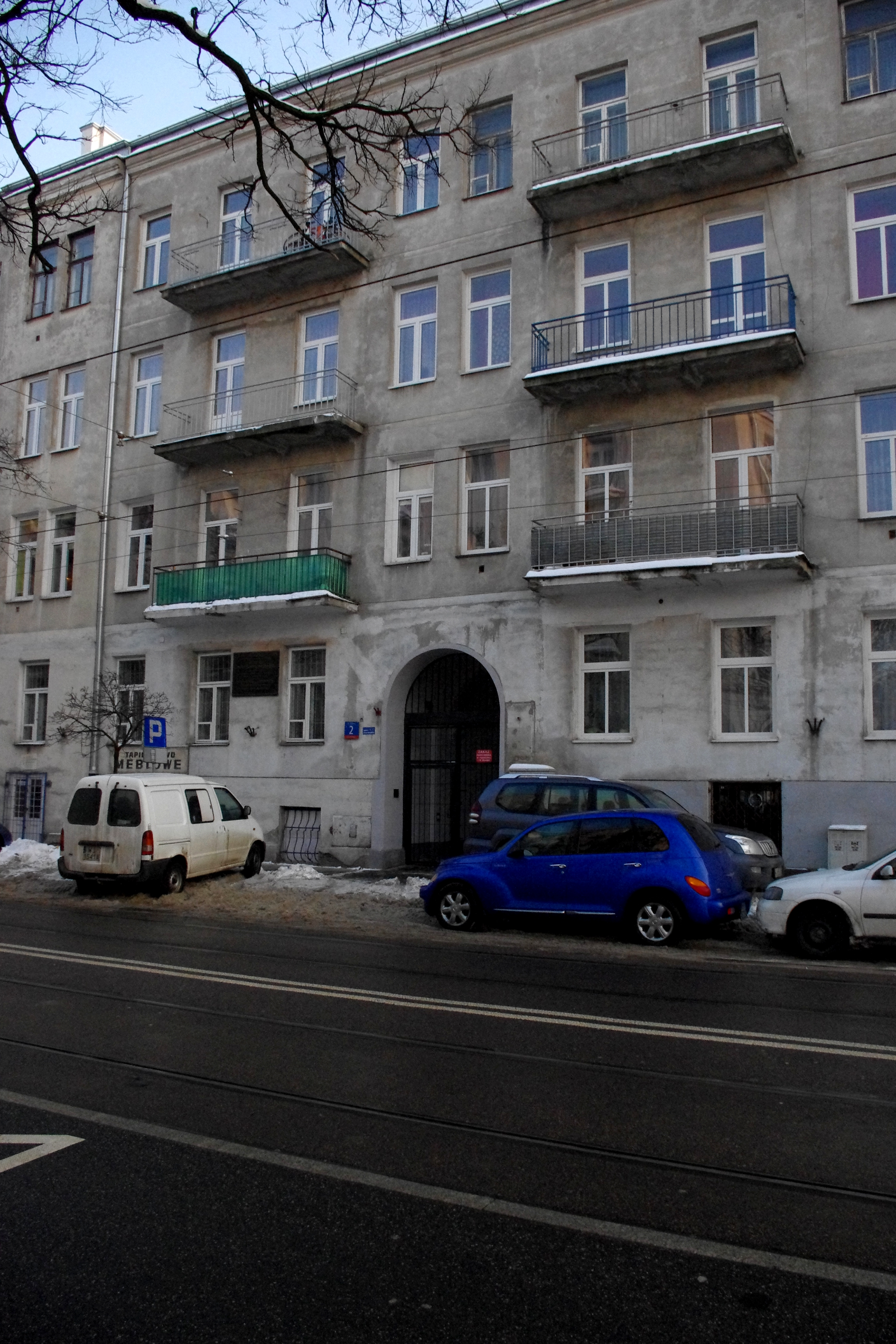
Прибутковий будинок на вулиці Сталова 2 у Празі, де у 1924–1928 роках жив Єжи Чешейко-Сочацький

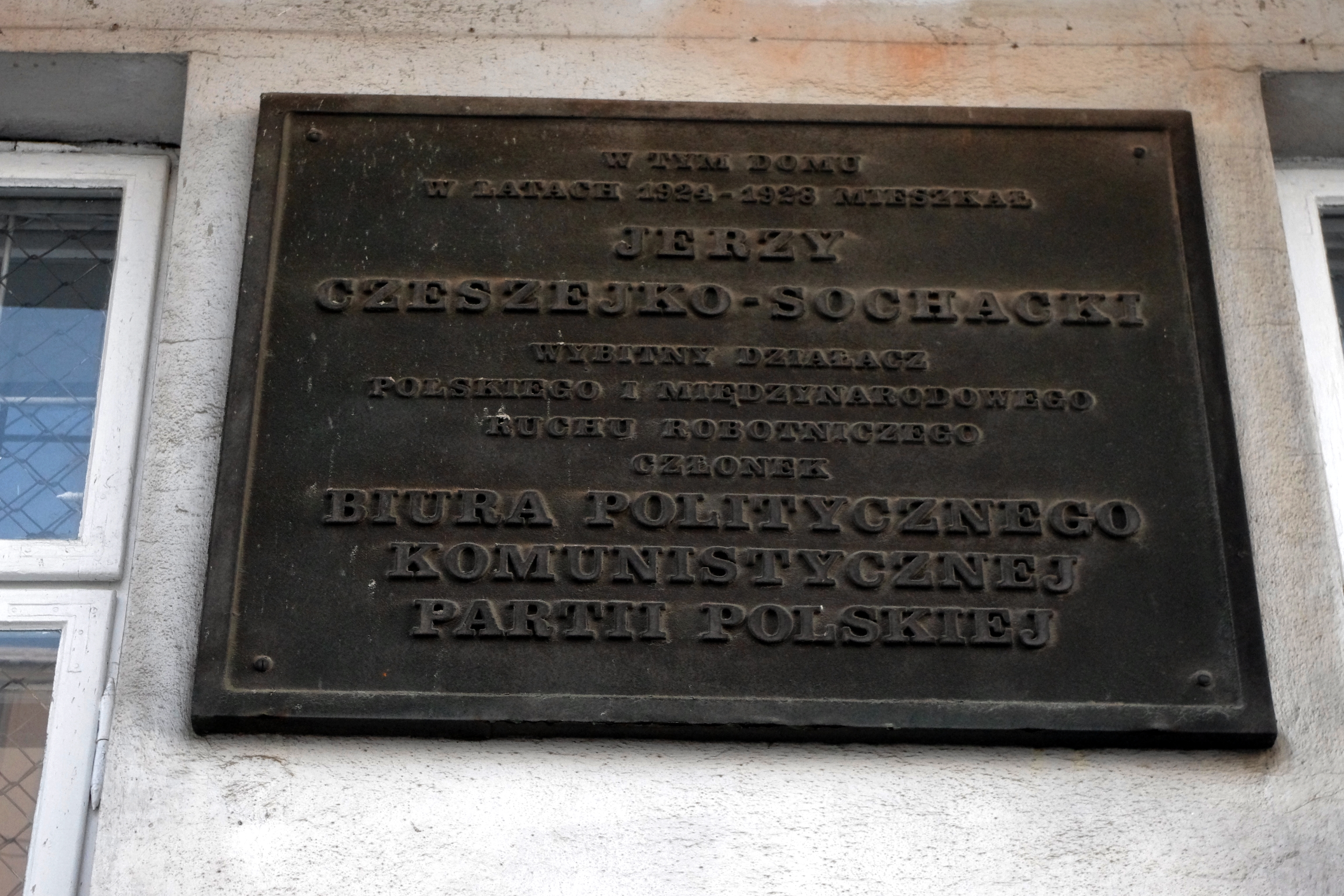
Меморіальна дошка Єжи Чешейко-Сочацького на житловому будинку за адресою вул. Сталова 2

Єжи Чешейко‑Сохацький, псевдонім «Братковський», «Брузда», «Конрад» (нар . 29 листопада 1892 р. у Ніжині, пом . 4 вересня 1933 р. у Москві) — польський соціалістичний і комуністичний політик, журналіст, депутат польського парламенту.

## Автобіографія
Він був сином Вацлава Чешейки-Сохацького, фармацевта, та Валерії, уроджена Богуславської. Після закінчення Реальної гімназії в Даугавпілсі, куди переїхали його батьки, у 1911–1915 роках навчався на юридичному факультеті Петербурзького університету, закінчивши вісім семестрів. Брав активну участь у підпільному студентському самостійницькому русі. У 1911 році його заарештували за участь у студентській демонстрації і засудили до двох місяців ув’язнення. Друкувався в польськомовному Dziennik Petersburski (з 1914 Dziennik Petrogradzki).
З 1914 р. діяв у революційній фракції Польської соціалістичної партії (ППС). Організував ППС у Вільнюсі, потім переїхав до Варшави, де був учителем молодшої середньої школи, водночас займаючись організаційною роботою в ППС.
Як викладач учительської колегії в Сенниці, він організував одну з небагатьох рад селянських делегатів у Польщі одразу після проголошення незалежності та був співорганізатором (разом з Яном Квапінським) Союзу робітників сільського господарства. Одночасно у січні 1919 року балотувався на виборах до Законодавчого сейму, але не отримав місця. На з’їзді Польської соціалістичної партії в 1919 р. був обраний до Верховної Ради та Центрального Виконавчого Комітету (ЦВК) ППС. Потім обраний генеральним секретарем ППС. У партійній владі виступав на лівій позиції і виступав проти польсько-більшовицької війни.
На засіданні Верховної Ради ППС в кінці липня 1920 р., під час кульмінації наступу Червоної Армії на Варшаву, він запропонував проєкт постанови про вихід ППС зі складу коаліційного Уряду національної оборони. Через відхилення Національною Радою законопроєкту він подав у відставку з посади генерального секретаря та члена ЦВК ППС. У березні 1921 року разом з кількома соціалістичними активістами оголосив відкритим листом про вихід з ППС. За кілька днів до з'їзду ППС був заарештований і кілька місяців провів у в'язниці Павяк. У вересні 1921 року вступив до Комуністичної робітничої партії Польщі (КПРП), де був кооптований до її ЦК. У керівництві партії він виклав позицію, спрямовану на досягнення згоди між протиборчими фракціями: більшістю і меншістю.
Брав активну участь у виборах до Сейму Республіки Польща восени 1922 р. як один з організаторів і член ЦК Союзу міського і сільського пролетаріату – з огляду на заборону КПРП - офіційне розширення КПРП, що представляє комуністичних кандидатів на парламентських виборах 1922 року. У 1921–1925 роках був членом ЦК КПРП, а потім КПП. З 22 квітня 1926 р. депутат польського парламенту замість Станіслава Ланьцута, який 25 лютого 1926 р. залишив депутатський пост після ув’язнення та вироку суду за антидержавну діяльність.
Переобраний до сейму на виборах 1928 року за списком Робітничо-селянської єдності (виборчий комітет КПП). У травні 1928 р. був заарештований німецькою поліцією в Берліні під час засідання ЦК КПН. 27 грудня 1928 р. Сейм позбавив його депутатського мандату. На той час був членом Політбюро ЦК КПЗУ (1928–1929) – автономної секції КПП. У 1929 році став членом Політбюро ЦК КПН. У Берліні перебував до 1930 р., коли поїхав до Москви, щоб зайняти посаду представника КПП у Виконкомі Комінтерну (заступник члена президії секретаріату Виконкому Комінтерну). Перебував на посаді до 1932 року, коли був переведений на посаду редактора видавництва КПП Z pola walki  у Москві, а також був членом редакції теоретичного органу ЦК КПП Nowy Przegląd.
13 серпня 1933 р. заарештований ОГПУ за підозрою в шпигунстві - співробітництві з 2-м відділом Генерального штабу Війська Польського. 4 вересня 1933 року покінчив життя самогубством - вистрибнув на допиті з п'ятого поверху ОГПУ на Луб'янці. Його дружина Юзефіна (урод Юревич) був заарештований у 1937 році під час великої чистки, спочатку заслана до Павлодара в Казахстані, знову заарештована у 1938 році, у концтаборах ГУЛАГу до 1946 року, повернулася до Польщі в 1959 році.
Посмертно реабілітований у листопаді 1957 року. Батько поетеси Наталії Астаф'євої, перекладачки польської літератури. Його символічна могила знаходиться на військовому кладовищі Повонзкі у Варшаві (розділ A31-3-6).

## Виноски
1. ↑  Wyszukiwarka cmentarna - Warszawskie cmentarze